# Баланите
Баланите (Балани, болг. Баланите, Балани) — село в Болгарии. Находится в Габровской области, входит в общину Габрово. Население составляет 24 человека.

## Политическая ситуация
Баланите подчиняется непосредственно общине и не имеет своего кмета, кметский наместник в селе — Марияна Христова Атанасова.
Кмет (мэр) общины Габрово — Томислав Пейков Дончев (Граждане за европейское развитие Болгарии (ГЕРБ)) по результатам выборов.